# سانتوش مينا
سانتوش مينا (بالإنجليزية: Santosh Meena)‏ هو سياسي هندي، ولد في 1 يونيو 1966 في بوبال في الهند. حزبياً، نشط في بهاراتيا جاناتا.